# Thomas Töpfer
Thomas Töpfer (* 27. Mai 1958 in Saalfeld) war Fußballspieler im Bereich des DDR-Fußballverbandes. In dessen höchster Spielklasse, der DDR-Oberliga, spielte er für den FC Carl Zeiss Jena, mit dem er 1980 Pokalsieger wurde. Töpfer ist mehrfacher DDR-Nachwuchs-Nationalspieler.

## Sportkarriere
Töpfer begann mit 13 Jahren in der Kindermannschaft des FC Carl Zeiss Jena organisiert Fußball zu spielen. Als Juniorenspieler wurde er 1975 in die Junioren-Nationalmannschaft berufen, für die in den Jahren 1975 und 1976 neun Länderspiele bestritt, in denen er sowohl im Mittelfeld als auch im Angriff eingesetzt wurde. Anschließend kam er nahtlos in den Kader der DDR-Nachwuchs-Nationalmannschaft, mit der er von 1976 bis 1980 24 Länderspiele absolvierte. 1978 und 1980 wurde er mit der Nachwuchsauswahl Vize-Europameister.
Zur Saison 1976/77 wurde Töpfer in das Aufgebot der Jenaer Oberligamannschaft übernommen. Trainer Hans Meyer setzte den 1,77 m großen Neuling von Beginn an in den Oberligaspielen ein, und Töpfer eroberte sich sofort einen Platz in der Stammelf. Von den 26 Punktspielen bestritt er 23, in denen er variabel auf allen Angriffspositionen eingesetzt wurde. Bis 1980 behauptete Töpfer als Stürmer seinen Platz in der Stammmannschaft. Am 17. Mai 1980 war Töpfer Einwechselspieler im Endspiel um den DDR-Fußballpokal, das der FC Carl Zeiss mit 3:1 nach Verlängerung gegen den FC Rot-Weiß Erfurt gewann. Am 24. September 1980 bestritt er mit der DDR-B-Nationalmannschaft als Einwechselspieler ein Länderspiel. Nachdem er in der Europapokal-Saison 1980/81 im Wettbewerb der Pokalsieger bereits sechs Begegnungen absolviert hatte, stand er am 13. Mai 1981 ebenfalls als Einwechselspieler im Finale gegen den sowjetischen Vertreter Dynamo Tiflis, das die Jenaer jedoch mit 1:2 verloren.
Im Winter 1981 erlitt Töpfers Karriere einen Rückschlag, in der Rückrunde der Saison 1980/81 konnte er, nie über die volle Spieldauer, nur in sechs Oberligaspielen eingesetzt werden. Auch während der Spielzeit 1981/82 bestritt er nur zehn Punktspiele, davon nur vier über 90 Minuten. Auch 1982/83 war er zunächst nur Ersatzspieler, erst in der Rückrunde kam er einigermaßen regelmäßig als Mittelfeldspieler in der Oberliga zum Einsatz. Seine letzte Oberligasaison spielte Töpfer 1983/84, war aber endgültig nur noch Reservespieler. Sein letztes Oberligaspiel bestritt er am 19. Mai 1984. In der Begegnung des letzten Spieltages FC Rot-Weiß Erfurt – FC Carl Zeiss Jena (2:0) stand er noch einmal als rechter Stürmer für 90 Minuten auf dem Platz. Es war sein 210. Pflichtspiel für die Oberligamannschaft des FC Carl Zeiss, darunter waren 161 Oberligaspiele (19 Tore), 23 nationale Pokalspiele (5) und 26 Europapokalbegegnungen (6).
Zur Saison 1984/85 wurde Töpfer in die 2. Mannschaft des FC Carl Zeiss, Aufsteiger in die zweitklassige DDR-Liga, versetzt, kam dort aber nicht mehr zum Einsatz. In der Winterpause wechselte er zum Ligakonkurrenten Wismut Gera, wo er bis 1989 108 Zweitligaspiele bestritt, in denen er 35 Tore erzielte. Zuletzt hatte er dort das Amt des Mannschaftskapitäns ausgeübt. Anschließend war Töpfer noch beim Drittligisten BSG Jenaer Glaswerk aktiv.
Im Sommer 2009 verließ Töpfer die Fuldaer Turnerschaft, deren erste Herrenmannschaft er zehn Jahre lang trainierte; bei der Jahreshauptversammlung 2009 war er vom Verein mit der „Silbernen Vereinsnadel für 10 Jahre Mannschaftsbetreuung“ ausgezeichnet worden. Zwischen 2004 und 2006 kam Töpfer außerdem zu mehreren Einsätzen für die von ihm trainierte Mannschaft. Nach einjähriger Pause übernahm er den Job als Trainer des SV Gläserzell, den er nach einem Jahr im Sommer 2011 verließ. Auch hier kam der inzwischen 52-Jährige zeitweise in der Zweiten Mannschaft zum Einsatz.